# First love
First love er en dansk ungdomsfilm fra 2003, der er instrueret af Judith Lansade.

## Handling
Marie er 16 år og går i niende klasse, da hun møder sin første kærlighed. Han hedder Aske og går i gymnasiet og er alt det, hun drømmer om. Med en blanding af eufori og usikkerhed, fortæller Marie til kameraet om sine forventninger til kærligheden. Filmen følger Marie til fest, sammen med veninderne og den dag, hun lykkeligt fortæller, at hun har fået en kæreste. Virkeligheden lever dog ikke op til drømmen, og forholdet slutter lige så brat, som det begyndte. Så melder skuffelsen og rastløsheden sig. Var det bare det? Et portræt af en ung pige, der søger at forstå verden og ikke mindst sig selv.